# Шмуель Гінзбург
Шмуель «Міла» Гінзбург (івр. שמואל גינזבורג; 2 листопада 1918 — 17 травня 1990) — ізраїльський футболіст, який грав на позиції лівого вінгера за «Маккабі» Тель-Авів та національну збірну Підмандатної Палестини.

## Життєпис
Шмуель Гінзбург, відомий як «Міла», народився в УНР. Його брата Баруха було вбито у віці 18 років у сімейному домі під час заворушень Петлюри у 1918 році. Після смерті Баруха його старший брат Йосиф емігрував до Ізраїлю. Міла емігрував у віці чотирьох років, а його батьки та інші брати залишили Київ, Українську РСР. Лише його сестра Маша залишилася в Україні, а її син став льотчиком радянської армії. Серед членів родини був барон Гінзбург, який у XIX столітті входив до четвірки найбагатших євреїв світу. У 10 років Міла Гінзбург відвідував початкову школу «Ахад га-ам», а в 15 років потрапив до юнацької збірної південного округу, до складу якої входили гравці команд «Маккабі» Реховот, «Маккабі» Нес-Ціона, «Маккабі» Рішон-ле-Ціон і «Гедера».

## Кар'єра
У 1935 приєднався до клубу «Маккабі Шимон». Коли «Маккабі» Тель-Авів повернувся з успішної поїздки в Сполучені Штати (1936), мова зайшла про основну команду «Маккабі». На початку свого першого матчу проти «Маккабі Петах-Тіква» він виступав на позиції лівого флангового захисника, але завдяки сильним і точним ударам тренер вивів його в атаку. Його перша міжнародна гра була проти румунської команди «Тімосвара», де «Маккабі» програв 3: 4, але Міла забив один гол, і того ж року виграв чемпіонат разом з Перрі Нойфельдом, Джеррі Бейт Халеві, Менахемом Марімовичем і навіть встиг зіграти зі своїм молодшим братом Йосефом Мирмановичем.
13 лютого 1937 року «Маккабі» Тель-Авів грав проти «Маккабі» Єрусалим у Кубку Палестини 1937 року. До Єрусалиму прибули тисячі глядачів. У матчі «Маккабі» з Тель-Авіва переміг, розгромивши єрусалимську команду з відривом у 10 голів (10-0), а Гінзбург у тому матчі оформив хет-трик.
Гінзбург брав участь в ігровому турі «Маккабі» Тель-Авів до Австралії в 1939 році, коли команда також була посилена чотирма гравцями з різних команд ліги. Гінзбург запам'ятався переможним голом у матчі проти збірної Австралії, в якому його команда перемогла з рахунком 2-1 перед 45 тисячами глядачів.

## Кар'єра у збірній
Гінзбург один раз зіграв за національну збірну у кваліфікації до Чемпіонату світу з футболу 1938 року.

## Особисте життя
У 1941 році Міла одружився з Ярденою, з якою у нього було двоє дітей, Талія та Авішай. Коли сім'я переїхала до Гедери, Міла Гінзбург насилу потрапляв на тренування команди і в 1943 році, коли йому було всього 24 роки, він завершив виступи.